# Tereftaalzuur
Tereftaalzuur, benzeen-1,4-dicarbonzuur of PTA ("purified terephthalic acid") is een grondstof voor de productie van polyethyleentereftalaat (PET), een kunststof die vrij veel wordt gebruikt voor de verpakking van levensmiddelen. Na condensatie met 1,4-diaminobenzeen vormt tereftaalzuur kevlarvezels.
Deze witte kristallijne vaste stof sublimeert bij temperaturen boven de 300°C. Ze is vrijwel onoplosbaar in water.

## Toepassingen
In Nederland is het in de Warenwet opgenomen en mag het gebruikt worden als de specifieke migratielimiet van 7,5 mg/kg levensmiddelsimulant niet wordt overschreden.

## Productieproces
Tereftaalzuur wordt gemaakt door paraxyleen te oxideren met behulp van een katalysator in de vloeibare fase. De katalystator is ofwel mangaanacetaat of kobaltacetaat. Zowel BP (Amoco), Advansa (ICI), Dow (Inca), Mitsubishi, Eastman en Mitsui hebben hiervoor commerciële productieprocessen.

## Producenten
PTA wordt geproduceerd door Reliance Industries, SABIC, Mitsubishi Chemicals, Sinopec Group, Eastman Chemical Company, Alpek, Havna Company Limited, Indorama Ventures (IVL), Formosa Plastics, Indian Oil Corp, Hengli Petrochemical,
Siam Mitsui PTA en OAO Polief (SIBUR). De grootste producent is Hengli Petrochemical in Changxing Island in China.

## Recyclage van PET
Tereftaalzuur kan worden gewonnen uit het polymeer pet door middel van een basische hydrolyse met natriumhydroxide in etheenglycol als oplosmiddel. Er ontstaat het dinatriumzout, bij toevoegen van een zure oplossing verkrijgt men de uiteindelijke stof.
Tweevoudige decarboxylering van de stof levert benzeen op, wat economisch tevens een interessante recyclemethode zou zijn voor pet, aangezien benzeen veel meer toepassingen heeft in de chemische industrie. Bovendien lijkt petafval een goedkope grondstof om te verwerken.

## Isomeren
Van tereftaalzuur bestaan twee isomeren:
- ftaalzuur of benzeen-1,2-dicarbonzuur.
- isoftaalzuur of benzeen-1,3-dicarbonzuur.